# Neseis molokaiensis
Neseis molokaiensis är en insektsart som beskrevs av Robert L. Usinger 1942. Neseis molokaiensis ingår i släktet Neseis och familjen fröskinnbaggar. Inga underarter finns listade i Catalogue of Life.